# Sánta György
Sánta György (Budapest, 1937. augusztus 10. –) magyar újságíró, szerkesztő, író.

## Életútja
A második világháborúról élő emlékei maradtak. 1952-ben fejezte az általános iskolát, 1952-től 1956-ig a Budapesti Táncsics Mihály Tanítóképző Intézet és Gimnáziumban tanult, majd itt érettségizett. 1956–57-ben tanító volt Pestimrén. 1957-től 1962-ig egyetemi hallgató az ELTE jogi karán, 1962-ben jogi jogi doktorátust szerzett. 1962–1964 között ügyészségi fogalmazó, szabálysértési előadó.
1965-ben elvégezte a MÚOSZ újságíró-iskoláját, innentől újságíróként dolgozott.

## Szerkesztőségi munkahelyei
- Heti Híradó, munkatárs, 1964–1972. (Az elítéltek számára kiadott pedagógiai, információs célú, kéthetente megjelenő újság.)
- Zrínyi Katonai Könyv és Lapkiadó, 1972–1990.
- Igaz Szó, szerkesztő (A Magyar Néphadsereg kéthetente megjelenő magazinja.)
- Zrínyi Kiadó, felelős szerkesztő (A politikai szerkesztőség munkatársa.)
- MHSz Élet, főszerkesztő (A Magyar Honvédelmi Szövetség havilapja.)

Jelenleg nyugdíjas. Nős, felesége Varga Jolán. Egy felnőtt fiuk van, aki külföldön él.
Írói körnek, társaságnak, klubnak stb. nem volt tagja. 

## Művei
Könyvei
- Farkasrajz a kabáton (novellák) (1974, Magvető Kiadó)
- Beleélések (novellák) (1986, Szépirodalmi Kiadó)
- Kit szeretsz te, drágám? – Tudom, hogy megölsz (egy kötetben) (2009. Papirusz Book Kiadó)
- Az ajánlat (tényregény) (2011, Papirusz Book)
- Az alku (naplóregény) (2012, Papirusz Book)
- Az alakulások (krónika) (2016, Papirusz Book)
- A tiltott szerződés (regény) (2012, Papirusz Book)
- Az este jobb, mint a reggel (novellák) (2013, Papirusz Book)
- Miért halt meg a szépségkirálynő? (novellák) (2013, Papirusz Book)
- Hamis kánon (regény) (2015, Papirusz Book)
- Kit, mit, miért? (regény) (2021, Papirusz Book)
- Kit - Mit - Miért (regény) (2023, Papirusz Book)
- Vészjelzések  (novellák) (2024, Papirusz Book)
- Látszólag nélkülünk (retró novellák) (2024, Papirusz Book)

Antológiák
- Eső a szilfák levelén. (1979, válogatás magyar szerzők műveiből bolgár nyelven.)
- Aranyasszony (1991, Családi Lap kiskönyvtár)
- Látóhatár (1991, Válogatás a magyar kulturális sajtóból)

Írói, újságírói publikációi lapokban (1957–2014)
- Együtt (Összegyetemi stencilezett újság)
- Pest Megyei Hírlap (elbeszélés)
- Heti Híradó (riport, interjú, cikk, elbeszélés)
- Igaz Szó (cikk, elbeszélés)
- MHSz Élet (cikk, elbeszélés)
- Népszava – Szép Szó (elbeszélés, cikkek, riport)
- Népszabadság (elbeszélés)
- Magyar Nemzet (elbeszélés)
- Magyar Hírlap (több műfaj)
- Magyarország – Kultúrrovat (cikk, riport)
- Élet és Irodalom (interjú Mónus Miklóssal)
- Magyar Narancs
- Kortárs (elbeszélés, cikk)
- Diósdhéjban (novella)
- Jelenkor (novella)
- Új Tükör (cikk)
- Nők Lapja (elbeszélés)
- Családi Lap (elbeszélés)
- Néphadsereg (elbeszélés)
- Határőr (elbeszélés)

Egyéb megjelenés
- Farkasrajz a kabáton c. novellából Szabó István készített kisjátékfilmet (1975)
- Részvétel az Írószövetség és a Honvédelmi Minisztérium meghívásos irodalmi pályázatán (1983)
- Kit szeretsz te drágám? (folytatásos kisregény) Nők Lapja, 1989. november 11. –1990. febr. 3.

Kritikák, jelzések (nem időrendben)
- Megvető Tájékoztató (1974/2.)
- Kis Pintér Imre (kritika) Élet és Irodalom (1974. 11. 16.)
- Károlyi Amy: Unalmas kritikák (Élet és Irodalom, 1974. 11. 30.)
- Kiss Gy. Csaba (kritika) (Alföld, 1975. február)
- Nacsa Klára (kritika) (Magyar Nemzet, 1975. 04. 15.)
- Kabdebó Lóránt (kritika) (Magyar Rádió 1975. 01. 28.)
- Szerzői est (Egyetemi Lapok, 1959. 11. 07.)
- A hét kulturális eseményeiből (Élet és Irodalom, 1974. 10. 05.)
- Tarján Tamás (kritika) (Magyar Hírlap, 1974. 11. 16.)
- Könyvesház (Magyar Nemzet, 1987. 02. 16.)
- (mátyás) kritika (Esti Hírlap, 1988. 02. 03.)
- Könyvtári értesítő: Sánta György: Beleélések (dátum nélkül)
- Fábián Györgyi (kritika) (Népszava, 1987. 10. 03.)
- Közvélemény-kutatás (Magyarország 1983/13.)
- Kiknek elengedték a kezét (kritika) (Magyar Ifjúság,1974. 09.)
- Bessenyei György (kritika) (Népszava, 1974. 10. 29.)
- Közülünk került ki (kritika) (Egyetemi Lapok, 1974. 12. 20.)
- Kritika (Sz. I.) (Textilélet,1974. 10. 19.)
- Bemutatjuk Sánta Györgyöt (Gulay István) (Könyvvilág, 1975. február)
- Novellapályázat (Elmondja Tándor Lajos) (Magyar Rádió, 1984. 12. 17.)
- A hét könnyei (Élet és Irodalom, 2010. 01. 15)
- Könyvajánló (Premier, 2010. 03–04. szám)
- 82. Ünnepi könyvhét újdonságai (2011. június 2–6.)
- Mindennap könyv (2009. tél)
- Új könyvpiac (Kemény András könyvajánlója) (2014. június)
- A líra nem luxus. Költészet napi beszélgetés a versről, a barátságról, a 73 éves Baranyi Ferencről (Diósdi Krónika, 2010. április)
- Népszabadság – Könyvszemle (2016. június 9–13).
- Új könyvpiac – Újkönyvek (2013. november)
- Bóta Gábor interjúja (Népszava – Kultúra, 2011. 07. 29.)
- Bernáth László (kritika) (Népszava – Kultúra, 2014. 08. 26.)
- 84. Ünnepi Könyvhét újdonságai (2013. június 6–10.)
- Könyvajánló (Magyar Budó, 2014. nyár)
- X úr a kh-ban (Könyvhét, 2012. január)
- Tilos rádió (stúdióbeszélgetés – könyv, közélet, vezette: Bakócs Tibor, 2012. 02. 14.)
- 83. Ünnepi Könyvhét (magyar próza, 2012. 06. 7–11-ig)
- Kemény szalon (bemutatás – beszélgetés) (2015)
- Rozgonyi Ádám interjúja – könyvekről (Infó Rádió, 2021. 02. 04.)
- Kis Pintér Imre: Helyzetjelentés. Kritikai kötet (Szépirodalmi Kiadó, 1979)
- Őszinte szembenézés az öregséggel és az elmúlással – Sánta György Kit, mit, miért? című új könyvéről (Kiss Zoltán) (midio.hu, 2021. 05. 17.)
- https://midio.hu/oszinte-szembenezes-az-oregseggel-es-az-elmulassal-santa-gyorgy-kit-mit-miert-cimu-uj-konyverol/
- https://honvedelem.hu/images/media/6316e27755b82401924460.pdf (Obsitos III. évfolyam 3. szám 2022/3)
- A Zrínyi Kiadó 70. évfordulós kiadványa - Vörös kaviár (tárca novella)